# Največji zadetki
Največji zadetki je album največjih uspešnic slovenske novovalovske skupine Avtomobili, izdan leta 1998 pri ZKP RTV Slovenija. Na njem so njihove do tedaj največje uspešnice, ki so bile posnete v slovenskem jeziku.

## Seznam pesmi
Vso glasbo je napisal Mirko Vuksanović. Vsa besedila je napisal Marko Vuksanović, razen za pesem "Punce izginjajo v noč" (Tomaž Domicelj).
| Št. | Naslov                     | Dolžina |
| --- | -------------------------- | ------- |
| 1.  | „Poletje ljubezni‟         | 3:33    |
| 2.  | „Sama‟                     | 3:46    |
| 3.  | „Ljubezen ne stanuje tu‟   | 3:10    |
| 4.  | „Hvala za pisma‟           | 4:56    |
| 5.  | „Ne ljubi se mi spati sam‟ | 3:23    |
| 6.  | „Punce izginjajo v noč‟    | 3:35    |
| 7.  | „Oblubljena‟               | 4:07    |
| 8.  | „Enkrat v življenju‟       | 4:23    |
| 9.  | „Gospodar‟                 | 3:42    |
| 10. | „Pot domov‟                | 3:56    |
| 11. | „Kriva je luna‟            | 3:37    |
| 12. | „Drugačno nebo‟            | 3:26    |
| 13. | „Cene rastejo‟             | 3:52    |
| 14. | „Mraz‟                     | 3:55    |
| 15. | „Lipe‟                     | 3:38    |
| 16. | „Skozi leta‟               | 4:38    |
| 17. | „V mrzlih dvoranah‟        | 3:48    |
| 18. | „Argentina‟                | 3:30    |
| 19. | „Navaden dan‟              | 3:47    |

## Zasedba
Avtomobili
- Marko Vuksanović — glavni vokal, spremljevalni vokal, bas kitara
- Mirko Vuksanović — klaviature, spremljevalni vokal
- Roman Nussdorfer — električna kitara (2)
- Alan Jakin — električna kitara, akustična kitara (1, 3–5, 7–19)
- Mitja Mokrin — saksofon
- Lucijan Kodermac — bobni, beat mašina
- Miro Tomassini — spremljevalni vokal (3, 11)

Gostujoči glasbeniki
- Mojca Vižintin — spremljevalni vokal (5)
- Simona Sila — spremljevalni vokal (6)
- Zvezdana Sterle — spremljevalni vokal (6)
- Larisa Mango — spremljevalni vokal (1)
- Tanja Frančeškin — spremljevalni vokal (1)
- Vlado Kreslin — spremljevalni vokal (2)
- Vladimir Kavčič — bas kitara (2)
- David Šuligoj — harmonika (4, 18, 19)
- Igor Suvajdžič — spremljevalni vokal (5)
- Borut Činč — snemanje slovenskih vokalov (5, 13)
- Božidar Wolfand - Wolf — spremljevalni vokal (8)
- Zoran Predin — spremljevalni vokal (9)
- Miran Rudan — spremljevalni vokal (10)
- Cole Moretti — spremljevalni vokal (12, 14)
- Davor Klarič — spremljevalni vokal (14, 17)
- Mateja Koležnik — spremljevalni vokal (14, 17, 18)
- Matjaž Jelen — spremljevalni vokal (14, 17)
- Martina Trampuž — spremljevalni vokal (16, 18)
- Jure Križnič — violina (18)
- Boštjan Trampuž — spremljevalni vokal (19)
- Franc Čelik - Jimmy — spremljevalni vokal (19)

Tehnično osebje
- Dare Novak — inženir (7, 10, 12, 14, 17)
- Peter Gruden — inženir (3, 6, 9, 11)
- Tahir Durkalić — inženir (5, 13)
- Tomaž Domicelj — producent (6)
- Ljubo Sedlar — producent (5, 13)
- Miro Bevc — inženir (2)
- Dejvi Hrušovar — produkcija (2)
- Andrej Žnidarič — inženir (8)